# Jane’s Addiction
Jane’s Addiction – amerykański zespół muzyczny założony w 1985 w Los Angeles w Kalifornii.

## Historia

### Początki
Jane’s Addiction powstało po spotkaniu muzyków Psi Com i Flower Quartet. W tej pierwszej udzielał się Perry Farrell, a w drugiej Eric Avery. Farrell potrzebował basisty, by utrzymać Psi Com przy życiu, a Avery był bez zespołu, gdyż Flower Quartet się rozpadło. Wszystko to działo się w roku 1985.
Eric Avery dołączył do Psi Com, ale grupa i tak się rozpadła, nie zdążywszy nawet zagrać z nim koncertu. Niemniej on i Perry postanowili działać dalej. Kilka razy wystąpili razem jako Illuminotics. Mieli tylko bas i wokal więc ich działalność polegała tylko na jamach. Wkrótce nazwa zespołu zmieniła się na Jane’s Addiction – od Jane Bainter, która mieszkała razem z chłopakami nie raz ich utrzymując (była wielką fanką ich twórczości). Wbrew legendzie – prawdopodobnie nie była prostytutką.
Poszukując innych muzyków, muzycy wypróbowali gitarzystę Chrisa Brinkmana z poprzedniej kapeli Erica (Scrunge) oraz perkusistę Stephena Perkinsa. Stephen poznał kapelę poprzez siostrę Erica, z którą się spotykał. Chris nie zagrzał w zespole miejsca na długo, podobnie jak jego następca – Ed (nazwisko nieustalone). Wtedy Stephen zaproponował kandydaturę Dave'owi Navarro, z którym grał kiedyś w kapeli Disaster. Wreszcie wśród członków zaistniało porozumienie i tak narodził się pierwotny skład tej grupy.
W roku 1986 Jane’s Addiction działało pełną parą. Pisanie utworów, liczne i coraz popularniejsze występy świadczyły o rozwoju kapeli. Wzbudziło to zainteresowanie kilku wytwórni płytowych. Po koncercie w Roxy, który został upamiętniony na debiutanckiej płycie, wokół zespołu wrzało. Kapela ostatecznie podpisała kontrakt z wytwórnią Warner, która zaoferowała grupie dużą wolność artystyczną.

### Pierwsza płyta
Rok 1987 przyniósł kapeli debiut fonograficzny. Najpierw wczesna wersja Pigs In Zen, ukazała się na składance klubu Scream, potem Mountain Song, został użyty na soundtracku do filmu Dudes. A we wrześniu ukazała się ich pierwsza płyta. Nazywała się po prostu – Jane’s Addiction. Był to zapis styczniowego koncertu w klubie Roxy w Hollywood, wydany przez niezależną wytwórnię Triple X. Koncertu zagranego dla przyjaciół i dla przedstawicieli wytwórni płytowych (kontrakt i płyta były chronologicznie później niż koncert). Płytę wyprodukował Dave Jerden, bardzo zadowolony z rezultatu sesji. Choć już wtedy Avery kłócił się mocno z Farrellem, a Dave Navarro zamykał się mocno w sobie, co było związane również z nadużywaniem przez niego narkotyków.

### Nothing's Shocking
W roku 1988 ukazała się płyta Nothing Shocking z kontrowersyjną okładką zaprojektowaną przez Perry’ego. Widniała na niej Casey Niccoli w dwóch egzemplarzach, z płonącą głową. Pewne sklepy odmówiły dystrybucji płyty.
Zespół doczekał się też trasy jako atrakcja wieczoru i to także po innych krajach niż USA. Na koncertach muzycy skakali ze sceny, upijali się do nieprzytomności, pokazywali genitalia.

### Rytuał Codzienności, Lollapalooza i rozpad
Pod koniec roku 1989, zespół wszedł do studia by popracować nad trzecią płytą, ale z uwagi na zmęczenie, konflikty i nałogi muzyków, wysłano ich na urlop. Do nagrań powrócili na początku 1990 roku z tym samym producentem. Jednak atmosfera w zespole była fatalna. Prawie nigdy się nie zdarzyło aby w studio byli obecni wszyscy muzycy naraz. Tak wielkie były nieporozumienia. Dave Navarro twierdzi iż w jego pamięci „nagranie płyty nie trwało dłużej niż pięć minut”. Jednak po pięciu miesiącach trzecia płyta była gotowa.
Już pod koniec roku Ritual de lo Habitual, została wydana. Okładka znów przysporzyła kontrowersji, na tyle poważnych, że część płyt została ubrana w „Jane Condom” – czarną folię. Powodem tego, jak i licznych problemów w dystrybucji, były wizerunki Perry’ego, Casey Niccoli i Xioli Bleu – nagich i w aureolach. Przygotowano nawet alternatywną, białą okładkę, by uciszyć krytyczne i oburzone głosy.
Kapela ruszyła w trasę, mogła też pochwalić się hitem z Top40 – Been Caught Stealing. Na koncertach nie brakowało ekscesów między skłóconymi muzykami, nawet publika niekiedy się dołączała. A w Australii muzycy pobili się na scenie. Album sprzedał się wyjątkowo dobrze. Ale atmosfera w zespole taka nie była.
Wytwórnia płytowa chciała, aby zespół raz jeszcze ruszył w trasę, Perry zgodził się i zrobił wszystko po swojemu. Tak powstała Lollapalooza, jeden z najsłynniejszych festiwali objazdowych. W pierwszej edycji gwiazdą była Jane’s Addiction, a oprócz nich wystąpili m.in. Nine Inch Nails, Ice-T, Living Colour, Pixies, Butthole Surfers. Pomimo wielkiego sukcesu, jakim okazała się być trasa, zespół zmierzał ku końcowi, wcale się z tym nie kryjąc. 27 września 1991 po zagraniu dwóch koncertów na Hawajach grupa oficjalnie zakończyła działalność.

### Projekty post-Jane’s Addiction
Pomimo nałogów, muzykom udało zebrać się jeszcze raz. Perry zorganizował drugą Lollapaloozę, która wystartowała 18 lipca i do 12 września odbyło się 17 koncertów. Uczestniczyli: Lush, Pearl Jam, The Jesus And Mary Chain, Soundgarden, Ice Cube, Ministry, Red Hot Chili Peppers i Beastie Boys. Do tego oprócz koncertów w festiwalu brało udział mnóstwo innych formacji nie związanych z muzyką a raczej z kulturą. Należy dodać, iż ta edycja Lollapaloozy był wielkim sukcesem.
Perry i Stephen założyli Porno for Pyros. Zespół odniósł sukces artystyczny i nieco mniejszy komercyjny. Dwie płyty, kilka singli i tras a do tego pierwszy sygnał iż Jane’s Addiction może istnieć znów. Było to zaproszenie do udziału w nagrywaniu drugiej płyty tejże formacji, basisty Red Hot Chili Peppers i Dave’a. Ten to, odmówiwszy Guns N’ Roses zastąpienia gitarzysty Izzy'ego Stradlina (końcówka 1991 roku), przyłączył się do Red Hot Chili Peppers w roku 1994. Nagrał z nimi płytę One Hot Minute i zagrał wielką ogólnoświatową trasę.
Wokół odrodzenia Jane’s Addiction narastały plotki i nadzieje. Porno for Pyros grali na zakończenie swych koncertów Mountain Song. Do tego Perry Farrell oraz Stephen wraz z Dave'em i Flea nagrali piosenkę na potrzeby filmu Private Parts (Części intymne). Utwór Hard Charger został ogłoszony powrotem Jane’s Addiction.

### Zejście zespołu,Kettle Whistle, i kolejny rozpad
Pod koniec 1996 roku podczas pożegnalnej trasy Porno For Pyros, grają Flea i Dave Navarro. Na koncertach można było usłyszeć coraz więcej utworów z repertuaru Jane’s Addiction. Faktycznie, na początku 1997 roku, Perry Farrell ogłosił powrót zespołu. Dave Navarro i Stephen Perkins z chęcią przyłączyli się do Perry’ego, jednak Eric Avery odmówił. Składu dopełnił więc Flea.
Zachwytu dopełniła nowa płyta Kettle Whistle. Materiał na niej zawarty był składanką nagrań live, demo, nie wydanych piosenek i dwóch premier nagranych wraz z Flea. Jednak trasa zespołu – jak wspomina basista – zaczęła się z wielką energią a skończyła na sporadycznych wystękanych koncertach. Zresztą trasa trwała od połowy października do 8 grudnia...
Po dłuższym milczeniu, kiedy to tylko Eric uświadczał fanów nową muzyką, plotki o kolejnej reaktywacji znów narastały. Miało to nastąpić na festiwalu Coachella w Kalifornii. Dodatkowo, Perry Farrell zapowiadał, iż potem kapela zagra pełną trasę, grając na objazdowym festiwalu Jubilee. Ostatecznie z festiwalu nic nie wyszło, jednak trzeci powrót Jane’s Addiction został dokonany.

### Strays
Eric Avery znów odmówił współpracy, podobnie jak Flea, zajęty Red Hot Chili Peppers. Basistą został więc Martyn Lenoble. Warto dodać, iż tuż przed początkiem trasy, Dave i Perry wydali swoje solowe albumy. Trasa, ochrzczona mianem Jubilee Tour, nie była wielkim sukcesem komercyjnym, ale ważniejsze od tego jest, iż zespół postanowił nagrać kolejną płytę.
W trakcie prac nad nią, Martyn Lenoble został zwolniony, gdyż choć „świetnie radził sobie w Porno For Pyros, ale Jane’s Addiction go przerosło”. Na jego miejsce przyjęto Chrisa Chaneya, który nagrał wszystkie ścieżki basu, nawet te które zdążył skomponować poprzednik. Producentem został Bob Ezrin. Stephen Perkins poznał go tego samego dnia w którym on, Layne Staley (Alice in Chains), Tom Morello (Rage Against The Machine) nagrali jako Another Brick In The Wall I&II do filmu Oni. Tak więc, Bob Ezrin, który potrafił wytworzyć świetną atmosferę w studiu, wyprodukował płytę, która miała mieć pierwotnie nazwę Hypersonic. Ostatecznie jednak, album nazwany Strays, został wydany w 2003 roku. Kapela intensywnie promowała swoje dzieło, poprzez klipy, single, wywiady i koncerty.

### Kolejny rozpad i projekty Satellite Party oraz The Panic Channel
Następnie zespół odbył trasę po Europie, i znów wrócił do Stanów. Dał kilka koncertów, po czym odwołał resztę, jako powód podając chęć odpoczynku. Odpoczynek przedłużył się do lata, kiedy Perry Farrell ogłosił koniec kapeli. Teraz Jane’s rozpadło się na dwa odrębne zespoły – The Panic Channel z Dave'em Navarro (gitara), Stephenem Perkinsem (perkusja), Chrisem Chaneyem (bas) oraz dopełniającym wokalistą Steve'em Isaacem, i na Satellite Party z Perrym (wokal), Nuno Bettencourt (gitara), Steve Ferlazzo (klawisze), Tony Kanal (bas) i Kevin Figueiredo (perkusja).

### Jeden i Solucjoniści
Pierwsi byli muzycy z The Panic Channel. Razem z Joshem Abrahamem nagrali hardrockowy krążek o dziwnej nazwie (ONe). Płyta stylistycznie przypomina inną tzw. „supergrupę” ze stajni Abrahama-Velvet Revolver. Krążek nie dostał pozytywnych recenzji, trasa koncertowa z Supernovą okazała się również klapą. Dość szybko skład opuścił Chris Chaney zastąpiony przez, troszkę anonimowego, Siggy Sjursena z Powerman 5000. Niedługo później odszedł wokalista zespołu Steve Issac i zespół się rozpadł. Projekt Perry’ego Farrella Satellite Party ostatecznie wydał w maju 2007 płytę zatytułowaną Ultra Payloaded z Nuno Bettencourtem, Carlem Restivo, Kevinem Figueiredo oraz Etty Lau Farrell, żoną Perry’ego Farrella. Płyta odniosła umiarkowany sukces, nie na skale Jane’s czy Porno For Pyros, jednak zyskała sporo ciepłych recenzji, w przeciwieństwie do (ONe) broniła się artystycznie. Całość była dość psychodelicznym koncept albumem o Solucionistach, ludziach którzy mają odmienić świat. Perry Farrell oznajmia że przez najbliższych 10 lat nie ma innych planów niż Satellite Party. Jednak bez wsparcia masy gości z płyty takich jak basisci Peter Hook i Flea, gitarzyści Peter Di Stefano oraz John Frusciante, muzyków z Thievery Corporation i Hybrid Satellite Party nie miało zbyt udanej trasy. Dość szybko po wydaniu płyty z zespołem rozstał się Nuno Bettencourt i Kevin Figueiredo. Dostali zastępstwo jednak Satellite Party nigdy nic więcej nie zagrało na żywo. Plany się rozmyły. Następną konsekwencją musiało być...

### Jeszcze jedno zejście Jane’s Addiction
Tym razem z oryginalnym basistą, bez Chrisa Chaneya. Pierwszy występ przypadł na Godlike Genius Award, gdzie Jane’s odbierali nagrodę. Zagrali „Stop!”, „Mountain Song”, „Ocean Size” i „Jane Says”. Potem dali kilka koncertów i ucichło. Dopiero oficjalna strona Nine Inch Nails przerwała milczenie co do przyszłości legendarnej formacji. Razem z zespołem Trenta Reznora i nowym projektem Toma Morello zagrają w letniej trasie koncertowej NINJA 2009. Do tego oficjalna strona umieściła epkę z sześcioma kawałkami tych trzech zespołów. Jane’s nagrało dwa-klasyki z ich debiutu „Chip Away” i „Whores” których nigdy nie słyszeliśmy w wersji studyjnej. Perry Farrell powiedział, że to tylko rozgrzewka...
W styczniu 2011 r. współpracę z zespołem rozpoczął David Andrew Sitek stając się członkiem creative team zespołu, mając za zadanie współpracę przy tworzeniu nowego albumu oraz grę na gitarze basowej.

## Dyskografia
Albumy
| 1987                           | Jane’s Addiction - Data: 15 maja 1987 - Wydawca: XXX Records                    | –   | –  | –  | –   | –  | –  | –  |                                        |
| 1988                           | Nothing's Shocking - Data: 23 sierpnia 1988 - Wydawca: Warner Bros. Records     | 103 | –  | –  | –   | –  | –  | –  | - USA: platyna - UK: srebro            |
| 1990                           | Ritual de lo Habitual - Data: 21 sierpnia 1990 - Wydawca: Warner Bros. Records  | 19  | –  | –  | –   | –  | –  | 37 | - USA: 2x platyna - CAN: złoto         |
| 2003                           | Strays - Data: 22 lipca 2003 - Wydawca: Capitol Records                         | 4   | 4  | 43 | 66  | 48 | 26 | 14 | - USA: złoto - CAN: złoto - UK: srebro |
| 2011                           | The Great Escape Artist - Data: 18 października 2011 - Wydawca: Capitol Records | 12  | 31 | –  | 176 | –  | 48 | 52 |                                        |
| „—” pozycja nie była notowana. |                                                                                 |     |    |    |     |    |    |    |                                        |

Kompilacje
| 1991                           | Live and Rare - Data: 1991 - Wydawca: Warner Bros. Records                                                  | –   | –  |              |
| 1997                           | Kettle Whistle - Data: 4 listopada 1997 - Wydawca: Warner Bros. Records                                     | 21  | 42 | - USA: złoto |
| 2006                           | Up from the Catacombs: The Best of Jane’s Addiction - Data: 19 września 2006 - Wydawca: Rhino Entertainment | 188 | –  |              |
| „—” pozycja nie była notowana. | |     |    |              |

## Muzycy
Obecny skład
- Perry Farrell – śpiew (1985–1991, 1997, 2001–2004, od 2008)
- Dave Navarro – gitara (1986–1991, 1997, 2001–2004, od 2008)
- Stephen Perkins – perkusja (1986–1991, 1997, 2001–2004, od 2008)
- Chris Chaney – gitara basowa (2002–2004, 2009, 2010, od 2011)
- Josh Klinghoffer - gitara (2023)

Byli członkowie
- Dave Sitek – gitara basowa (2010–2011)
- Duff McKagan – gitara basowa (2010)
- Eric Avery – gitara basowa (1985–1991, 2008–2010)
- Martyn LeNoble – gitara basowa (2001–2002)
- Flea – gitara basowa (1997)